# 62. Infanterie-Brigade (Deutsches Kaiserreich)
Die 62. Infanterie-Brigade war ein Großverband der Preußischen Armee.

## Geschichte
Die 62. Infanterie-Brigade wurde am 20. März 1871 in Straßburg errichtet und hatte dort ihren Sitz bis 1887, als sie nach Hagenau verlegt wurde und dort bis zum Kriegsende verblieb.
Sie war bis zum 23. September 1916 Teil der 31. Division in Straßburg, die bis 1912 dem XV. Armee.Korps, ebenfalls in Straßburg, zugeordnet war. Danach war die Brigade dem XXI. Armee-Korps in Saarbrücken unterstellt und gehörte vom 23. September 1916 bis zum Kriegsende zur 218. Infanterie-Division.

### Gliederung
- 1871

2. Niederschlesisches Infanterie-Regiment Nr. 47 und (8. Württembergisches Infanterie-Regiment Nr. 126)
- 1872 bis 1874

Wie vor, zusätzlich die Landwehr-Bataillone Colmar, Mülhausen und Altkirch
- 1875 bis 1884

2. Niederschlesisches Infanterie-Regiment Nr. 47 , (8. Württembergisches Infanterie-Regiment Nr. 126), Ober-Elsäßisches Landwehr-Regiment Nr. 131, Ober-Elsässisches Reserve-Landwehr-Bataillon (Mülhausen i.E.) Nr. 99
- 1884 bis 1886

2. Niederschlesisches Infanterie-Regiment Nr. 47, Infanterie-Regiment „Markgraf Karl“ (7. Brandenburgisches) Nr. 60, (8. Württembergisches Infanterie-Regiment Nr. 126), Ober-Elsäßisches Landwehr-Regiment Nr. 131, Ober-Elsässisches Reserve-Landwehr-Bataillon (Mülhausen i.E.) Nr. 99
- 1887

Infanterie-Regiment Markgraf Carl (7. Brandenburgisches) Nr. 60, Infanterie-Regiment Nr. 99, (8. Württembergisches Infanterie-Regiment Nr. 126), Ober-Elsäßisches Landwehr-Regiment Nr. 131, Ober-Elsässisches Reserve-Landwehr-Bataillon (Mülhausen i.E.) Nr. 99
- 1888

Infanterie-Regiment Markgraf Carl (7. Brandenburgisches) Nr. 60, Infanterie-Regiment Nr. 137, Ober-Elsäßisches Landwehr-Regiment Nr. 131, Ober-Elsässisches Reserve-Landwehr-Bataillon (Mülhausen i.E.) Nr. 99
- 1889 bis 1908

Infanterie-Regiment Markgraf Carl (7. Brandenburgisches) Nr. 60, 2. Unter-Elsässisches Infanterie-Regiment Nr. 137
- 1909 bis zur Mobilmachung 1914

Wie vor, zusätzlich Infanterie-Regiment „Hessen-Homburg“ Nr. 166
- Kriegsgliederung am 20. Februar 1918

Landwehr-Infanterie-Regiment Nr. 5, Reserve-Infanterie-Regiment Nr. 204, Reserve-Infanterie-Regiment Nr. 256, 4. Eskadron Garde-Dragoner-Regiment Königin Viktoria von Großbritannien u. Irland Nr.1

### Erster Weltkrieg
Die Brigade kämpfte zunächst bis September 1916 im Verband der 31. Division an der Westfront, bis sie Teil der am 6. September 1916 an der Ostfront neu aufgestellten 218. Infanterie-Division wurde.
Zu den Kampfhandlungen, Gefechten und Schlachten siehe Kampfgeschehen der 31. Division und Kampfgeschehen der 218. Infanterie-Division

### Brigadekommandeure
| Name                           | Datum                                                 |
| ------------------------------ | ----------------------------------------------------- |
| Alfons Girodz von Gaudi        | 20. März 1871 bis 26. Februar 1872                    |
| Ludwig von Cranach             | 27. Februar 1872 bis 1. Februar 1875                  |
| Karl von der Esch              | 2. Februar 1875 bis 9. Februar 1877                   |
| Julius von Verdy du Vernois    | 10. Februar 1877 bis 5. November 1879                 |
| Arthur von Gay                 | 6. November 1879 bis 11. März 1881                    |
| Richard von Seeckt             | 12. März 1881 bis 25. März 1885                       |
| Hermann von Lettow-Vorbeck     | 26. März 1885 bis 3. August 1888                      |
| Max Rogge                      | 4. August 1888 bis 14. Oktober 1889                   |
| Eduard von Alberti             | 15. Oktober 1889 bis 27. Juli 1892                    |
| Viktor Pedell                  | 28. Juli 1892 bis 20. April 1894                      |
| Theodor Gissot                 | 21. April 1894 bis 15. Juni 1896                      |
| Karl von Hugo                  | 16. Juni 1896 bis 17. Juli 1896                       |
| Georg von Perbandt             | 18. Juli 1896 bis 26. Januar 1901                     |
| Richard Geest                  | 27. Januar 1901 bis 21. April 1902                    |
| Paul Eltester                  | 22. April 1902 bis 14. September 1905                 |
| Friedrich Wolff                | 15. September 1905 bis 13. April 1907                 |
| Adolf von Bodelschwingh        | 14. April 1907 bis 6. August 1908                     |
| Georg von Schlabrendorff       | 7. August 1908 bis 18. November 1909                  |
| Armand du Plessis              | 19. November 1909 bis 20. April 1911                  |
| Friedrich von Mülmann          | 21. April 1911 bis 26. Januar 1913                    |
| August Maschke                 | 27. Januar 1913 bis November 1914                     |
| Karl Kreyenberg                | November 1914 bis 1915                                |
| Paul Friedrich Richard Winiker | 1915 bis 1917                                         |
| Paul Zimmer                    | 1917 bis 1918                                         |
| Günther von Bresler            | 1918 bis Kriegsende                                   |
| Paul Friedrich Richard Winiker | 10. Februar 1919 bis 30. April 1919 (Demobilisierung) |